# Richard Schenkman
Richard G. Schenkman (* 6. März 1958 in New York City) ist ein US-amerikanischer Filmregisseur, Drehbuchautor, Filmproduzent und Schauspieler. Als Regisseur wurde er auch unter den Namen R.D. Braunstein und George Axmith tätig.

## Leben
Schenkman besuchte die Roosevelt High School. Später studierte er an der University at Albany, The State University of New York, wo er 1981 einen Bachelor-Abschluss im Filmwesen erwarb.
Schenkman hatte sein Spielfilmdebüt als Regisseur in den 1980er Jahren in der Komödie Misfits. 1987 inszenierte er den Film SNAFU: The World’s Screwiest Foul-Ups! 1994 führte er unter den Namen George Axmith die Regie in L.A. Angel – Deadly Revenge (Angel 4: Undercover) und 1995 Die Sache mit den Frauen (The Pompatus of Love). Gleichzeitig war er auch als Filmproduzent und  Drehbuchautor sowie auch als Schauspieler, meist mit Kurzauftritten in seinen eigenen Filmen tätig. Nach einer Unterbrechung inszenierte er dann später unter Namen R.D. Braunstein weitere Filme, so z. B.  als Regisseur in dem US-amerikanischen Film Gedemütigt in Ketten – Nackt und Hilflos für die Filmgesellschaft The Asylum. 2013 wurde er in dem Katastrophenfilm 100° Below Zero – Kalt wie die Hölle ebenfalls für The Asylum als Regisseur tätig. Für den Filmproduzenten CineTel Films führte er 2015 die Regie zu dem US-amerikanischen Rape-and-Revenge-Film I Spit on Your Grave 3 durch. Weiterhin war ér der Filmregisseur zu der Gemeinschaftsproduktion der Filmgesellschaften 12 Helpful Hands & Production, Daro Film Distribution und Nasser Entertainment in dem US-amerikanischen Thriller A Father’s Secret aus dem Jahr 2016. Anschließend war er auch wieder unter seinem richtigen Namen Richard Schenkman in der Filmbranche tätig.

## Filmografie (Auswahl)
- 1987: SNAFU: The World’s Screwiest Foul-Ups!
- 1994: Lusty Liaisons
- 1995: Die Sache mit den Frauen (The Pompatus of Love)
- 1998: October 22
- 2000: Ein ganz besonderes Weihnachtsfest (A Diva's Christmas Carol)
- 2007: The Man From Earth
- 2012: Abraham Lincoln vs. Zombies
- 2012: Gedemütigt in Ketten – Nackt und Hilflos (Layover)
- 2013: 100° Below Zero – Kalt wie die Hölle (100 Degrees Below Zero)
- 2013: The Night Before Halloween (Mischief Night)
- 2015: I Spit on Your Grave 3 (I Spit on Your Grave III: Vengeance is Mine)
- 2016: A Father’s Secret (Hunt for Truth)
- 2017: The Man from Earth: Holocene